# 克桑西竞技场
克桑西斯柯达竞技场，为希腊色雷斯克桑西市的一个体育场。该体育场于2004年建成。目前为克桑西足球俱乐部的主场。主场容量为7,422个座席。